# Ереник
Ереник или още Рибник е река е Косово, която се извира от Проклетия и по-точно от Жеравишкото езеро.
Реката има 516 km² водосборен басейн, тече през Метохия или Хвостно и има дължина от 51 км, преди да се влее в Бели Дрин и оттам в Адриатическо море.
|  | Тази страница частично или изцяло представлява превод на страницата Erenik в Уикипедия на английски. Оригиналният текст, както и този превод, са защитени от Лиценза „Криейтив Комънс – Признание – Споделяне на споделеното“, а за съдържание, създадено преди юни 2009 година – от Лиценза за свободна документация на ГНУ. Прегледайте историята на редакциите на оригиналната страница, както и на преводната страница, за да видите списъка на съавторите. ВАЖНО: Този шаблон се отнася единствено до авторските права върху съдържанието на статията. Добавянето му не отменя изискването да се посочват конкретни източници на твърденията, които да бъдат благонадеждни. |